# San Juan (Trinité-et-Tobago)

San Juan est une ville de Trinité-et-Tobago située sur l'île de Trinité. Elle est intégrée à la région de San Juan-Laventille.